# 辻桃子
辻 桃子（つじ ももこ、1945年2月4日 - 2025年6月11日）は、俳人。旧姓・辻。現姓・安部。

## 来歴
神奈川県横浜市に生まれ、東京都立川市で育つ。子供時代から詩を書き、また画家だった父から写生を叩き込まれた。当初は画家志望で、早稲田大学文学部美術学科に入学。1963年、大学1年のときに母の影響で俳句をはじめ、楠本憲吉に師事、「青玄」に入会。翌年楠本の「野の会」創刊同人。1967年に大学を中退、染色の仕事をしながら詩を書き、『花椿』『現代詩手帖』などに詩を掲載。1970年、高柳重信の「俳句評論」五十句競作に入選、「俳句評論」入会。また金子兜太の「海程」句会に参加。
1975年より俳句一本に絞り、1979年に藤田湘子の「鷹」に入会、編集部員。翌年に同人となる。1981年鷹新人賞、1983年鷹賞受賞。この年、代表句「虚子の忌の大浴場に泳ぐなり」が『毎日新聞』で波多野爽波の激賞をうける。同年小雑誌「ロージナ」（のち「花」に改名）主宰。1984年より生涯の師として波多野爽波に私淑。1987年、「鷹」を辞し、「俳句って、たのしい」を掲げ「童子」を創刊・主宰。同誌は夫である俳人安部元気が副主宰を務めている。
2000年より青森県に在住。2003年、第十句集『饑童子（ひだるどうじ）』により第5回加藤郁乎賞受賞。2007年、第十一句集『龍宮』により第2回手島右卿賞特別賞受賞。他の句集に『桃』『花』『童子』『ゑのころ』『雪童子』『津軽』など。そのほかエッセイ集、入門書、歳時記など著書多数。2005年より日本伝統俳句協会理事を務めているほか、新聞、雑誌、テレビ、各種イベントで俳句選者を多数務めている。また大学時代から現代舞踊の台本を毎年、30年以上にわたって執筆しており、『唐人お吉の場合』により1994年度芸術祭賞を受賞している。
2025年6月11日午後11時26分、原発不明がんのため立川市内の病院で死去。80歳没。

## 著書
- 『桃』牧羊社 処女句集シリーズ 1984
- 『花』牧羊社 現代俳句女流シリーズ 1987
- 『俳句って、たのしい』朝日新聞社 1988　のち文庫
- 『俳句の作り方』成美堂出版 1988
- 『童子珠玉集 俳句って、やっぱりたのしい』童子吟社 童子叢書 1990
- 『桃子歳時記』カタログハウス 1990
- 『童子 辻桃子句集』角川書店 1991
- 『季語って、たのしい』邑書林 1992
- 『俳句の作り方』成美堂出版 1992
- 『辻桃子句集』ふらんす堂 現代俳句文庫 1993
- 『ねむ 辻桃子句集』ふらんす堂 21世紀俳人シリーズ 1994
- 『ゑのころ 辻桃子句集』邑書林 童子叢書 1997
- 『桃童子 桃熟るる黒くなるまで桃熟るる』蝸牛社 俳句・俳景 1997
- 『桃子のいろはに俳句 やさしい俳句入門-作りながら学ぶ五週間講座』大栄出版 1999
- 『作ってみようらくらく俳句』偕成社 国語がもっとすきになる本 2000
- 『読んでみようわくわく俳句』偕成社 国語がもっとすきになる本 2000
- 『はじめての俳句づくり 句作の基本からワンランク上の作品の仕上げ方』日本文芸社 2001
- 『雪童子 辻桃子句集』花神社 2001
- 『饑童子 辻桃子句集』沖積舎 2002
- 『桃子流虚子の読み方』天満書房 2002
- 『はがき絵って、たのしい 俳句を贈ろう』日本放送出版協会 2005
- 『龍宮 辻桃子句集』本阿弥書店 2005
- 『あなたの俳句はなぜ佳作どまりなのか』新潮社 2008　のち文庫
- 『一年であなたの俳句はここまで伸びる 手取り足取り凡句を名句に』主婦の友社 2008
- 『津軽 辻桃子句集』俳句ネット 2009
- 『生涯七句 (ななく) であなたは達人』新潮社 2012
- 『馬つ子市 句集』文學の森 2014
- 『浦島太郎 句集』文學の森 2016

### 編共著・監修
- 『秀句三五〇選 10 酔』編 蝸牛社 1989
- 『点字歳時記』編 東京ヘレン・ケラー協会点字出版局 1991
- 『花鳥一年 童子珠玉句合』選・文 佐々木六戈編 邑書林 1997
- 『実用俳句歳時記』編 成美堂出版 1998
- 『俳句の草木』監修 夏梅陸夫写真 創元社　2003
- 『俳句の鳥』監修 吉田巧写真 創元社 2003
- 『美しい日本語季語の勉強 厳選季語225』安部元気共監修 創元社 2004
- 『俳句の天地』安部元気共監修 吉田巧写真 創元社 2004
- 『俳句入門・再入門 かんたん・上達 超初心者から、さらに上を目指す中級者まで』安部元気共著 創元社 2005
- 『俳句の暮らしと行事』安部元気共監修 創元社 2005
- 『俳句の作り方110のコツ 添削だからよくわかる』安部元気共著 主婦の友インフォス情報社 2005
- 『はじめての俳句づくり 句作の基本からワンランク上の作品の仕上げ方 ワイド版』安部元気共著 日本文芸社 2006
- 『添削で覚える俳句のコツ110 まだまだあった!名句をものするテクニック』安部元気共著 主婦の友インフォス情報社 2007
- 『俳句の祭』安部元気共監修 創元社 2007
- 『聞いて楽しむ俳句 厳選名句』安部元気共編著 創元社 2008
- 『俳句の虫・魚介・動物』安部元気共監修 創元社 2008
- 『いちばんわかりやすい俳句歳時記 現代の生活に即した四季折々の新旧七千季語を収録 江戸の名句から最新のものまで、手本になる例句が満載』安部元気共著 主婦の友社 2012
- 『はじめてのやさしい俳句のつくりかた』安部元気共著 日本文芸社 2014
- 『いちばんわかりやすい俳句歳時記 春夏/秋冬新年』安部元気共著 主婦の友社 2017